# هیلیر بلاک
هیلیر بلاک (انگلیسی: Hilaire Belloc؛ ۲۷ ژوئیه ۱۸۷۰ – ۱۶ ژوئیهٔ ۱۹۵۳) نویسنده، شاعر، مورخ، رئیس مجمع آکسفورد، و نماینده مجلس انگلستان اهل بریتانیا بود. ایمان او به کلیسای کاتولیک تأثیر شگرفی در آثار او داشت. بلوک شهروند فرانسه بود ولی در سال ۱۹۰۲ تابعیت بریتانیا را نیز دریافت کرد.نخستین نوشته‌ی مهم او زندگی‌نامه‌ی دانتون(۱۸۹۹) و در ادامه روبسپیر(۱۹۰۱) بود. آثار وی گستره‌ی وسیعی از شعرِ کودک تا نقدِ ادبی، داستان، اقتصاد سیاسی و  چهار جلد تاریخِ انگلستان را در بر می‌گیرد.
او در برخی از آثارش با جی کی چسترتون همکاری کرد.